# Hergeir Nielsen
Niels Jákup Hergeir Nielsen (Vágur, 1949. augusztus 27.) feröeri tanár és politikus, a Tjóðveldi tagja.

## Pályafutása
1972-ben tanári, 1982-ben tengerészi végzettséget szerzett. 1972-től 1976-ig Strendurban, azóta pedig Akrar és Lopra közös iskolájában tanít. Emellett 1984-1989 között Sumba község jegyzője volt, valamint 1992 és 1994 között a 14. september című újság szerkesztője.
1979 és 1981 között közlekedési és oktatásügyi miniszter volt, bár utóbbi területet megosztva irányította Dánjal Pauli Danielsen kereskedelmi és mezőgazdasági miniszterrel. 1984-1994 között, illetve 1998 óta a Løgting tagja. 1987-1988 között, 1989-ben, valamint 2008 óta a parlament elnöke.

## Magánélete
Szülei Emma és Johan Nielsen Vágurból. Feleségével, a skálafjørðuri származású Hanna Nielsennel és három gyermekükkel  Vágurban él.

## Fordítás
- Ez a szócikk részben vagy egészben a Hergeir Nielsen című norvég Wikipédia-szócikk ezen változatának fordításán alapul.  Az eredeti cikk szerkesztőit annak laptörténete sorolja fel. Ez a jelzés csupán a megfogalmazás eredetét és a szerzői jogokat jelzi, nem szolgál a cikkben szereplő információk forrásmegjelöléseként.

## Külső hivatkozások
- Profilja, Løgtingið 150 - Hátíðarrit, p. 324. (feröeri)
- Profil Archiválva 2011. augusztus 9-i dátummal a Wayback Machine-ben, Løgting (feröeri)
- Profil, Tjóðveldi (feröeri)
- Honlap Archiválva 2010. május 29-i dátummal a Wayback Machine-ben (feröeri)